# Bergrheinfeld
Bergrheinfeld település Németországban, azon belül Bajorországban. Lakosainak száma 5467 fő (2023. december 31.).

## Népesség
A település népessége az elmúlt években az alábbi módon változott:
| Lakosok száma | 827  | 2795 | 4668 | 4456 | 5157 | 5223 | 5350 | 5345 | 5307 | 5467 |
|               | 1875 | 1950 | 1975 | 1987 | 2012 | 2014 | 2016 | 2017 | 2021 | 2023 |